# Sébastien Fidani
Pour les articles homonymes, voir Fidani.
Sébastien Fidani est un footballeur français né le 4 août 1978 à Tarascon. Il est attaquant.
Après une carrière dans le football professionnel français, il évolue à partir de 2006 dans le championnat national de football d'entreprise au GS Marcel Nicollin.
En 2008 il devient entraîneur-joueur de l'OSC Langlade.

## Carrière
- 1996-1999 :  Nîmes Olympique[2],[3]
- 1999-2000 :  Gazélec Football Club Olympique Ajaccio[4]
- 2000-2001 (août):  Nîmes Olympique[5],[6]
- (août) 2001-2003 :  ES Wasquehal[7],[8]
- 2003-2004 :  FC Sète[9]
- 2003-2004 :  FC Martigues[10],[11]
- 2005-2006 :  Gallia Club Lunel

## Palmarès
- Vainqueur du Championnat de France de National en 1997.
- Vainqueur du Championnat d'Europe de football des moins de 19 ans 1997.